# Oxypeltus quadrispinosus
Oxypeltus quadrispinosus är en skalbaggsart som beskrevs av Blanchard 1851. Oxypeltus quadrispinosus ingår i släktet Oxypeltus och familjen långhorningar. Inga underarter finns listade i Catalogue of Life.